# うちタマ?! 〜うちのタマ知りませんか?〜
『うちタマ?! 〜うちのタマ知りませんか？〜』（うちタマ うちのタマしりませんか）は、MAPPAとラパントラックの共同制作による日本のテレビアニメ。2020年1月10日から3月20日までフジテレビ『ノイタミナ』枠にて放送された。
2017年より展開されている『タマ&フレンズ うちのタマ知りませんか?』に登場するイヌ・ネコのキャラクターの擬人化プロジェクト『うちタマ?!』のテレビアニメ作品。ただし、タマ達が実際に人間になっている訳ではなく、あくまで犬や猫など動物の視点でのみ人間の姿（ないし擬人的な様子）で描かれ、飼い主や町人などの人間からは猫や犬の姿（実際の様子）に見えている。

## 登場キャラクター

### ネコ
岡本タマ
声 - 斉藤壮馬
本作の主人公。岡本家で飼われている。一人称は「僕」。好奇心旺盛で友達想い。
すぐに迷子になってしまうため、飼い主のたけしが似顔絵付きの張り紙を張っている。
かぎしっぽが特徴的。
   木曽トラ
声 - 白井悠介
大木工務店で飼われている全身縞模様のネコ。一人称は「オイラ」。俗に言う脳筋のムードメーカー。
高い所に登るのが大好きだが、たまに降りてこられなくなってしまう。
   花咲モモ
声 - 花澤香菜
カフェで飼われている看板ネコで、3丁目のアイドル。一人称は「私」。
首につけたリボンと鈴がトレードマーク。
気が強く負けず嫌いな一面がある。
苦手な物は太る事、カイ。お客さんからの差し入れのおやつをつい食べ過ぎてしまうので、体型を気にしているのが大の苦手。
   河原ベー
声 - 内田雄馬
3丁目の新聞屋で飼われているネコだが、のんびり屋で早起きが苦手。一人称は「俺」（コミカライズ版では「僕」）。
新聞配達の手伝いをしているため裏道や抜け道を探す名人。左頬の絆創膏が剥がれると過去の時代の亡霊が出てくるらしい。
   桶谷コマ
声 - 黒沢ともよ
メンバーの妹分で、銭湯で飼われているネコ。一人称は「あたし」。他のメンバーより少し年下。
おてんばで甘えん坊だが、銭湯でのルールに厳しいため、タマたちによく説教している。
ノラに密かな想いを寄せている。
   ノラ
声 - 梶裕貴、真野あゆみ（子どもの頃）
3丁目に住んでいる野良ネコ。一人称は「俺」。昔は飼いネコだったが、その飼い主が他界した為、再び野良ネコに戻っている。
知的で物知りな為みんなから頼りにされることが多い。普段はクールな性格で素っ気ないが、困っている時には手を差し伸べたり、体を張って危険から守る等、本心では3丁目の仲間を大切に思っている。

### イヌ
山田ポチ
声 - 小野賢章
タマの親友。一人称は「僕」。豆腐屋で飼われているイヌで、真っ白な体をしている。
タマの一番の友達でとても優しいが重度の心配症でビビりな一面がある。
周りから存在を忘れられがちなのを気にしている。
   三河クロ
声 - 梅原裕一郎
3丁目のコンビニで飼われているイヌ。一人称は「俺」。
エリートの血筋を引いており、走ることが大好きな熱血漢。
町内をよくジョギングしている。ゴンと仲良し。
意外な身体能力の高さを見せるモモに対抗心を燃やしたこともある。
   野田ゴン
声 - 羽多野渉
家具屋で飼われているイヌ。一人称は「僕」。
関西出身のため、関西弁でしゃべっている。
ズレた発言をするみんなにツッコミを入れることも多い。
面倒見がよい兄気分だが、実は腹黒い一面も併せ持つ。
   倉持ブル
声 - 前野智昭、潘めぐみ（子どもブル）
3丁目に引っ越してきたお金持ちの倉持家で飼われているイヌ。一人称は「俺様」。
中二病染みた発言や言い回しをするが、周りからはあまり理解されていない。
意地っ張りで自信家だがみんなと仲良くしたいと思っている。
シャイな一面もあり、想いを寄せるモモの前では特に顕著。

### その他
岡本たけし
声 - 寺崎裕香
タマの飼い主。タマが迷子になると手書きのポスターを3丁目に張り出している。
岡本きみえ
声 - 中田沙奈枝
たけしの母。
木曽トメ吉
声 - 高塚正也
トラの飼い主。大木工務店の棟梁。
花咲エミ
声 - 佐倉綾音
モモの飼い主。家は喫茶チューリップで、いつもお手伝いをしている。
倉持くん
声 - 高橋未奈美
ブルの飼い主でたけしの友達。家がお金持ちで3丁目に引っ越してきたばかり。
倉持さん
声 - 所河ひとみ
倉持くんの母。
山田ウノ吉
声 - 島田岳洋
ポチの飼い主。
狼はん
声 - 虎島貴明
さくら
声 - 帝子
3丁目の外れの家に住んでいる子ブタ。引っ越しの際に物音に驚き外に出て行ってしまってから姉妹や飼い主と離れ離れになってしまった。
リリーさん
声 - 森本73子
河原ばん太
声 - 野瀬育二
ベーの飼い主。
金成 若
声 - 八代拓
元々は7丁目のワカとして登場していたキャラクター。
大塚チョコ、渡部どらごん、堂本ベルマン
声 - 衣川里佳（チョコ）、堀江瞬（どらごん）、狩野翔（ベルマン）
アニメオリジナルキャラクター。オリジナルでは若の子分として登場していたドーベルマン3匹。
カイ
声 - 七海ひろき
獣医の先生
声 - 小形満
ノラの元飼い主
声 - 水橋かおり
ノラの飼い主であった若い女性。ノラが子猫の時に病死してしまう。
レオ
声 - 花江夏樹
アニメオリジナルキャラクター。犬型のロボット。飼い主（声 - 中村千絵）につけられた本名はステラレオニス。

## スタッフ
- 原作 - タマ&フレンズ 〜うちのタマ知りませんか？〜（ソニー・クリエイティブプロダクツ）[1][2]
- 監督 - 松田清[1][2]
- 助監督 - 高野やよい
- シリーズ構成 - うえのきみこ[1][2]
- キャラクターデザイン・総作画監督 - 大塚舞[1][2]
- サブキャラクターデザイン・総作画監督 - 具志堅眞由[2]
- プロップデザイン - 石川奨士
- 美術監督 - 森川篤[2]
- 色彩設計 - 佐々木梓[2]
- 撮影監督 - 三舟桃子[2]
- 編集 - 定松剛[2]
- 音楽 - Tom-H@ck[1][2]
- 音楽制作 - アニプレックス
- 音楽プロデューサー - 舩橋宗寛
- 音響監督 - 小泉紀介[2]
- チーフプロデューサー - 三宅将典、高瀬透子
- プロデューサー - 瓜生恭子、榎本有希
- アニメーションプロデューサー - 久保亨、渡部正和
- アニメーション制作 - MAPPA、ラパントラック[1][2]
- 製作 - 「うちタマ?!」製作委員会（アニプレックス、フジテレビジョン、ソニー・クリエイティブプロダクツ、電通）

## 主題歌
「フレンズ」
wacciが歌うオープニングテーマ。作詞・作曲・編曲は村中慧慈。
「ひだまりを探して」
岡本タマ（斉藤壮馬）が歌う第1話エンディングテーマ。作詞はhotaru、作曲は杉下トキヤ、編曲は杉下トキヤとTom-H@ck。
「Rainy Bull」
倉持ブル（前野智昭）が歌う第2話エンディングテーマ。作詞はhotaru、作曲はKanadeYUK、編曲はTom-H@ck。
「いつもいつもの散歩道」
山田ポチ（小野賢章）が歌う第3話エンディングテーマ。作詞はhotaru、作曲は杉下トキヤ、編曲は杉下トキヤとTom-H@ck。
「3丁目の星☆」
三河クロ（梅原裕一郎）が歌う第4話エンディングテーマ。作詞はhotaru、作曲はKanadeYUK、編曲はTom-H@ck。
「UP TO DATE!」
木曽トラ（白井悠介）が歌う第5話エンディングテーマ。作詞・作曲は草野華余子、編曲はKanadeYUK。
「犬猫エレジー」
野田ゴン（羽多野渉）が歌う第6話エンディングテーマ。作詞はhotaru、作曲はKanadeYUK、編曲は高尾奏之介。
「Kitty's cutie!」
花咲モモ（花澤香菜）が歌う第7話エンディングテーマ。作詞はhotaru、作曲はZAQ、編曲はKanadeYUK。
「なんてことない唄」
ノラ（梶裕貴）が歌う第8話エンディングテーマ。作詞・作曲はましのみ、編曲はha-j。
「Play with me…?」
桶谷コマ（黒沢ともよ）が歌う第9話エンディングテーマ。作詞はhotaru、作曲・編曲はha-j。
「ハレルヤ・ハレルヤ」
河原ベー（内田雄馬）が歌う第10話エンディングテーマ。作詞はhotaru、作曲はyuji、編曲はKanadeYUK。
「3丁目のテーマ」
第10話までの歌唱キャラ10名による、3丁目オールスターズが歌う第11話エンディングテーマ。作詞はhotaru、作曲はKanadeYUK、編曲はTom-H@ck。

## 各話リスト
| 話数 | サブタイトル                 | 脚本                           | 絵コンテ                       | 演出       | 作画監督                                                                                        | 放送日         |
| ---- | ---------------------------- | ------------------------------ | ------------------------------ | ---------- | ----------------------------------------------------------------------------------------------- | -------------- |
| 01   | うちのタマ知りませんか？     | うえのきみこ                   | 松田清                         | 高野やよい | 具志堅眞由 小園菜穂                                                                             | 2020年 1月10日 |
| 01   | 犬会議                       | うえのきみこ                   | 松田清                         | 高野やよい | 具志堅眞由 小園菜穂                                                                             | 2020年 1月10日 |
| 01   | 俺たちのワイハ               | うえのきみこ                   | 松田清                         | 高野やよい | 具志堅眞由 小園菜穂                                                                             | 2020年 1月10日 |
| 02   | 俺さまはブル                 | うえのきみこ                   | 金子伸吾 矢崎歌蓮 高野やよい   | 高野やよい | 高森こずえ                                                                                      | 1月17日        |
| 02   | 平和                         | うえのきみこ                   | 金子伸吾 矢崎歌蓮 高野やよい   | 高野やよい | 高森こずえ                                                                                      | 1月17日        |
| 02   | 海へ                         | うえのきみこ                   | 金子伸吾 矢崎歌蓮 高野やよい   | 高野やよい | 高森こずえ                                                                                      | 1月17日        |
| 03   | 3丁目最強の男                | 内海照子                       | 松田清                         | 進藤陽平   | 小園菜穂 塚本歩 高野ゆかり 伊勢奈央子 鈴木祥子 耳浦朋彰                                         | 1月24日        |
| 03   | 3丁目最弱の男                | 内海照子                       | 松田清                         | 進藤陽平   | 小園菜穂 塚本歩 高野ゆかり 伊勢奈央子 鈴木祥子 耳浦朋彰                                         | 1月24日        |
| 04   | タマのお仕事                 | 中瀬理香 内海照子 うえのきみこ | 橋本能理子                     | 橋本能理子 | 小園菜穂 高野ゆかり 伊勢奈央子 石井ゆみこ 久松沙紀 具志堅眞由                                   | 1月31日        |
| 04   | 我輩はゴンである             | 中瀬理香 内海照子 うえのきみこ | 橋本能理子                     | 橋本能理子 | 小園菜穂 高野ゆかり 伊勢奈央子 石井ゆみこ 久松沙紀 具志堅眞由                                   | 1月31日        |
| 04   | 犬のおまわりさん             | 中瀬理香 内海照子 うえのきみこ | 橋本能理子                     | 橋本能理子 | 小園菜穂 高野ゆかり 伊勢奈央子 石井ゆみこ 久松沙紀 具志堅眞由                                   | 1月31日        |
| 05   | トラの初恋                   | 金谷沙織 内海照子 うえのきみこ | 川南なぎさ 宇和野歩 橋本能理子 | 宇和野歩   | 石川奨士 高野やよい 小園菜穂 高野ゆかり 伊勢奈央子 石井ゆみこ 耳浦朋彰                          | 2月7日         |
| 05   | お風呂に入ろう               | 金谷沙織 内海照子 うえのきみこ | 川南なぎさ 宇和野歩 橋本能理子 | 宇和野歩   | 石川奨士 高野やよい 小園菜穂 高野ゆかり 伊勢奈央子 石井ゆみこ 耳浦朋彰                          | 2月7日         |
| 05   | 続・犬のおまわりさん         | 金谷沙織 内海照子 うえのきみこ | 川南なぎさ 宇和野歩 橋本能理子 | 宇和野歩   | 石川奨士 高野やよい 小園菜穂 高野ゆかり 伊勢奈央子 石井ゆみこ 耳浦朋彰                          | 2月7日         |
| 06   | 仁義なき犬猫・前編           | 内海照子 中瀬理香              | 松田清 板井寛樹                | 高林久弥   | 小園菜穂 鈴木祥子 伊勢奈央子 高野ゆかり 石井ゆみこ 中島裕里 耳浦朋彰                            | 2月14日        |
| 06   | 仁義なき犬猫・後編           | 内海照子 中瀬理香              | 松田清 板井寛樹                | 高林久弥   | 小園菜穂 鈴木祥子 伊勢奈央子 高野ゆかり 石井ゆみこ 中島裕里 耳浦朋彰                            | 2月14日        |
| 06   | 夜のピクニック               | 内海照子 中瀬理香              | 松田清 板井寛樹                | 高林久弥   | 小園菜穂 鈴木祥子 伊勢奈央子 高野ゆかり 石井ゆみこ 中島裕里 耳浦朋彰                            | 2月14日        |
| 07   | タマ誘拐される               | 中瀬理香                       | 佐山聖子                       | 水口昭夫   | 鈴木祥子 小園菜穂 伊勢奈央子 石川奨士 迫江沙羅 高野やよい 耳浦朋彰                              | 2月21日        |
| 07   | おったま毛                   | 中瀬理香                       | 佐山聖子                       | 水口昭夫   | 鈴木祥子 小園菜穂 伊勢奈央子 石川奨士 迫江沙羅 高野やよい 耳浦朋彰                              | 2月21日        |
| 07   | 猫カフェ・ヴァイオレット     | 中瀬理香                       | 佐山聖子                       | 水口昭夫   | 鈴木祥子 小園菜穂 伊勢奈央子 石川奨士 迫江沙羅 高野やよい 耳浦朋彰                              | 2月21日        |
| 08   | まつりばやし                 | 中瀬理香                       | 岳内信幸                       | 宇和野歩   | 小園菜穂 鈴木祥子 石川奨士 伊勢奈央子 岩井田夏帆 久松沙紀 三浦伊織 耳浦朋彰                     | 2月28日        |
| 09   | あいつがまちにやってきた     | 中瀬理香                       | 橋本能理子                     | 橋本能理子 | 渡邉亜彩美                                                                                      | 3月6日         |
| 09   | ノラと子猫                   | 中瀬理香                       | 橋本能理子                     | 橋本能理子 | 渡邉亜彩美                                                                                      | 3月6日         |
| 10   | 寝ちゃダメ                   | うえのきみこ 内海照子          | 高野やよい 吉村愛              | 高野やよい | 石川奨士 鈴木祥子 迫江沙羅 三浦伊織 伊勢奈央子 中島裕里 久松沙紀 耳浦朋彰                       | 3月13日        |
| 10   | 3丁目クイズ                  | うえのきみこ 内海照子          | 高野やよい 吉村愛              | 高野やよい | 石川奨士 鈴木祥子 迫江沙羅 三浦伊織 伊勢奈央子 中島裕里 久松沙紀 耳浦朋彰                       | 3月13日        |
| 10   | ベーとブル〜ふたりは仲良し〜 | うえのきみこ 内海照子          | 高野やよい 吉村愛              | 高野やよい | 石川奨士 鈴木祥子 迫江沙羅 三浦伊織 伊勢奈央子 中島裕里 久松沙紀 耳浦朋彰                       | 3月13日        |
| 11   | タマの正体                   | うえのきみこ                   | 松田清                         | 松田清     | 小園菜穂 鈴木祥子 石川奨士 高野やよい 伊勢奈央子 迫江沙羅 三浦伊織 中島裕里 渡邉亜彩美 耳浦朋彰 | 3月20日        |
| 11   | 猫会議                       | うえのきみこ                   | 松田清                         | 松田清     | 小園菜穂 鈴木祥子 石川奨士 高野やよい 伊勢奈央子 迫江沙羅 三浦伊織 中島裕里 渡邉亜彩美 耳浦朋彰 | 3月20日        |
| 11   | ぼくの大切なもの             | うえのきみこ                   | 松田清                         | 松田清     | 小園菜穂 鈴木祥子 石川奨士 高野やよい 伊勢奈央子 迫江沙羅 三浦伊織 中島裕里 渡邉亜彩美 耳浦朋彰 | 3月20日        |

## 放送局
| 放送期間                | 放送時間                     | 放送局             | 対象地域       | 備考     |
| ----------------------- | ---------------------------- | ------------------ | -------------- | -------- |
| 2020年1月10日 - 3月20日 | 金曜 0:55 - 1:25（木曜深夜） | フジテレビ         | 関東広域圏     | 製作参加 |
|                         |                              | 岩手めんこいテレビ | 岩手県         |          |
|                         |                              | さくらんぼテレビ   | 山形県         |          |
|                         |                              | サガテレビ         | 佐賀県         |          |
|                         | 金曜 1:15 - 1:45（木曜深夜） | テレビ愛媛         | 愛媛県         |          |
|                         | 金曜 1:20 - 1:50（木曜深夜） | 秋田テレビ         | 秋田県         |          |
|                         | 金曜 1:25 - 1:55（木曜深夜） | 福島テレビ         | 福島県         |          |
|                         | 金曜 1:35 - 2:05（木曜深夜） | テレビ静岡         | 静岡県         |          |
|                         | 金曜 1:45 - 2:15（木曜深夜） | NST新潟総合テレビ  | 新潟県         |          |
|                         |                              | 長野放送           | 長野県         |          |
|                         |                              | テレビ熊本         | 熊本県         |          |
|                         | 金曜 1:55 - 2:25（木曜深夜） | テレビ新広島       | 広島県         |          |
|                         |                              | テレビ西日本       | 福岡県         |          |
|                         | 金曜 2:00 - 2:30（木曜深夜） | 仙台放送           | 宮城県         |          |
|                         |                              | 鹿児島テレビ       | 鹿児島県       |          |
|                         | 金曜 2:10 - 2:40（木曜深夜） | 東海テレビ         | 中京広域圏     |          |
|                         | 金曜 2:25 - 2:55（木曜深夜） | 関西テレビ         | 近畿広域圏     |          |
| 2020年1月14日 - 3月24日 | 火曜 1:25 - 1:55（月曜深夜） | 山陰中央テレビ     | 鳥取県・島根県 |          |

### 日本国外での放送
時間帯は全て現地時間。
香港
2021年1月13日から2021年2月17日まで無綫電視翡翠台にて、『新貓狗寵物街』のタイトルで毎週火曜・水曜17:20 - 17:50に放送。広東語 & 日本語二か国語放送、繁体字字幕あり。

## BD / DVD
| 巻 | 発売日        | 収録話          | 規格品番      | 規格品番      |
| 巻 | 発売日        | 収録話          | BD限定版      | DVD限定版     |
| -- | ------------- | --------------- | ------------- | ------------- |
| 1  | 2020年3月18日 | 第1話           | ANZX-13711/2  | ANZB-13711/2  |
| 2  | 2020年5月27日 | 第2話 - 第3話   | ANZX-13713/4  | ANZB-13713/4  |
| 3  | 2020年6月24日 | 第4話 - 第5話   | ANZX-13715/6  | ANZB-13715/6  |
| 4  | 2020年7月29日 | 第6話 - 第7話   | ANZX-13717/8  | ANZB-13717/8  |
| 5  | 2020年8月26日 | 第8話 - 第9話   | ANZX-13719/20 | ANZB-13719/20 |
| 6  | 2020年9月30日 | 第10話 - 第11話 | ANZX-13721/2  | ANZB-13721/2  |

## 漫画
擬人化プロジェクト『うちタマ?!』の企画として同タイトルでジーンピクシブ（KADOKAWA）にて、ソニー・クリエイティブプロダクツ（原作）、みなつきひまり（キャラクター原案）、榎のと（作画）による漫画が2018年3月16日から12月28日にかけて連載された。単行本が全1巻で2018年12月27日に発売（ISBN 978-4040653327）。テレビアニメ化の以前の作品であり、正確には本作のコミカライズではない。